# 东郭街道
东郭镇，是中华人民共和国辽宁省盘锦市盘山县下辖的一个乡镇级行政单位。根据《辽宁省人民政府关于同意调整盘锦市双台子区兴隆台区和盘山县行政区划的批复》（辽政[2011]31号），东郭镇在2011年已被划归盘锦市兴隆台区，并撤销设立东郭街道，辽宁省自然资源厅发布的标准地图也将东郭街道划为兴隆台区。但是直到2019年，中华人民共和国国家统计局公布的统计用区划代码和城乡划分代码中，仍将东郭镇列为盘山县所属，且盘山县政府网站中仍在发布东郭街道相关的消息。

## 行政区划
东郭镇下辖以下地区：
东郭社区、欢喜岭社区、土地社区、东郭村、尹屯村、欢喜岭村、晏屯村、朝鲜族村和刘三村。